# Стэнхоуп, Джон, 1-й барон Стэнхоуп
Джо́н Стэнхо́уп, 1-й баро́н Стэнхо́уп (англ. John Stanhope, 1st Baron Stanhope; 1545/1549 — 9 марта 1621) — английский аристократ и государственный деятель, 1-й барон Стэнхоуп (1605–1621).

## Биография
Джон Стэнхоуп был третьим сыном сэра Майкла Стэнхоупа и его супруги Анны Роусон, дочери Николаса Роусона из Эвли. Он был ребёнком, когда его отец в 1552 году был обвинен в попытке убийства Джона Дадли, 1-го герцога Нортумберленд и казнён по обвинению в государственной измене.
В 1571 году Стэнхоуп был избран в парламент, в который также избирался в последующие годы от разных избирательных округов. На протяжении своей жизни занимал несколько должностей, среди которых он был вице-адмиралом Йоркшира (1585–1604), мастером Королевской почты (1590–1607), казначеем Палаты (1596–1616) и вице-камергером (1601–1616).
2 мая 1605 года был возведён в пэрское достоинство, получив титул барон Стэнхоуп. Скончался 9 мая 1621 года, ему наследовал единственный сын Чарльз.

## Семья
Первой женой его была Джоан Ноллис, дочь Уильяма Ноллиса; брак был бездетным. Его второй женой была Маргарет Маквильям, дочь Генри Маквильяма, в браке было трое детей:Чарльз, Элизабет и Кэтрин.